# Ikot Abasi
Ikot Abasi este un oraș din vestul statului Akwa Ibom, Nigeria.